# Boqué (cidade)
Boqué (em francês: Boké) é uma cidade guineana localizada na região de Boqué. Em 2014, Possuía 61 758 habitantes. Compreende uma área de 237 quilômetros quadrados.